# در (بازی تاج‌وتخت)
«در» (انگلیسی: The Door) قسمت پنجم از فصل ششمِ مجموعهٔ تلویزیونیِ خیال‌پردازانهٔ بازی تاج‌وتخت و قسمت ۵۵ از کلِ این سریال است. فیلم‌نامه‌نویس‌های این قسمت دیوید بنیاف و دی. بی. وایس، و کارگردان آن جک بندر است. این قسمت، آخرین حضور ماکس فون سیدو و کریستین نارن در این مجموعهٔ تلویزیونی است.

## نگارش فیلم‌نامه
«در» توسط سازندگان سریال، دیوید بنیاف و دی. بی. وایس نوشته شده است. پس از پخش این قسمت، در بخش «پشت صحنۀ ساخت» که توسط اچ‌بی‌او برای «در» منتشر شد، بنیاف و وایس فاش کردند که صحنه پایانی که به منشأ نام هودور و مرگ او مربوط می‌شود، ایده‌ای بود که مستقیماً از جرج آر. آر. مارتین به آن‌ها ارائه شده بود. بنیاف گفت: «ما جلسه‌ای با جرج مارتین داشتیم که سعی می‌کردیم تا حد امکان اطلاعات بیشتری از او بگیریم و احتمالاً شوکه‌کننده‌ترین افشاگری او وقتی بود که منشأ نام هودور و چگونگی پیدایش آن را برایمان تعریف کرد. یادم می‌آید که دن و من به هم نگاه کردیم و فقط گفتیم، 'وای به حالمان.'» وایس ادامه داد: «این یکی از غم‌انگیزترین و تأثیرگذارترین چیزها بود. حتی وقتی در اتاق هتلی نشسته بودیم و کسی به صورت انتزاعی به ما می‌گفت این اتفاق قرار است بیفتد و اینکه «درب را نگه دار» منشأ نام هودور است، فکر کردیم این ایده واقعاً خیلی دلخراش است.»
در مورد منشأ وایت واکر، بنیاف اظهار داشت: «در این دنیا واقعاً هیچ‌کس بی‌گناه نیست و چیزی در این ایده که بزرگ‌ترین دشمنان بشریت برای محافظت از فرزندان جنگل در برابر انسان‌ها خلق شده‌اند، واقعاً زیبا و درست بود.» وایس افزود: «نایت کینگ، که تجسم شر مطلق است، چیزی که شما می‌بینید خلق آن شر مطلق است، بنابراین شر مطلق در نهایت مطلق نیست.» بنیاف همچنین به بسیاری از نمادها و اشاره‌های قبلی در طول سریال که به خلق وایت واکرز توسط فرزندان جنگل اشاره داشتند، اشاره کرد و گفت: «الگوها و نمادهای خاصی در سراسر سریال تکرار می‌شوند. اولین بار این را در یکی از اولین صحنه‌های قسمت آزمایشی دیدیم، وقتی ویل رنجر بدن‌های وحشی‌ها را در الگویی عجیب که وایت واکرز چیده بودند دید. دوباره آن را در شمال دیوار با اسب‌های مرده در الگویی مارپیچی می‌بینیم و سپس اینجا می‌بینیم که این الگوها از کجا آمده‌اند، آن‌ها نمادهای باستانی فرزندان جنگل هستند که در مراسمشان استفاده می‌شد و فرزندان جنگل وایت واکرز را خلق کردند.»
الی کندریک، بازیگر نقش میرا رید، پس از پخش قسمت درباره نوشتن آن صحبت کرد و فاش کرد که از صحنه بسیار شگفت‌زده شده است و گفت: «وقتی داشتم قسمت را می‌خواندم کاملاً فراموش کردم که خودم یک شخصیت در سریال هستم. آن را با هیجان زیادی می‌خواندم، چون داستان واقعی‌ای در حال رقم خوردن بود، با بسیاری رازها و جهش‌های کوانتومی و سفر به سبک «اینسپشن» بین گذشته و حال. بسیار هیجان‌انگیز بود. بنابراین اولین بار که آن را خواندم، فقط برای لذت بردن بود، چون خیلی خوب نوشته شده و هیجان‌انگیز بود. وقتی که دهانم را از تعجب باز کردم، واقعاً مشتاق شدم کار روی آن را شروع کنم، چون این یک سکانس حماسی است.»